# Euphyllia paraancora
Espèce
Statut CITES
Euphyllia paraancora est une espèce de coraux appartenant à la famille des Euphylliidae.